# كابوي
كابوي (بالإنجليزية: Kabwe)‏ هي عاصمة إقليم وسط زامبيا. يبلغ عدد سكانها حوالي 210,000 نسمة. تسمى كذلك بالتلة الوعرة. اكتشف فيها الرصاص والزنك عام 1902.

## المناخ
يظهر الجدول التالي التغييرات المناخية على مدار السنة لكابوي:
| البيانات المناخية لـكابوي          | البيانات المناخية لـكابوي | البيانات المناخية لـكابوي | البيانات المناخية لـكابوي | البيانات المناخية لـكابوي | البيانات المناخية لـكابوي | البيانات المناخية لـكابوي | البيانات المناخية لـكابوي | البيانات المناخية لـكابوي | البيانات المناخية لـكابوي | البيانات المناخية لـكابوي | البيانات المناخية لـكابوي | البيانات المناخية لـكابوي | البيانات المناخية لـكابوي |
| الشهر                              | يناير                     | فبراير                    | مارس                      | أبريل                     | مايو                      | يونيو                     | يوليو                     | أغسطس                     | سبتمبر                    | أكتوبر                    | نوفمبر                    | ديسمبر                    | المعدل السنوي             |
| ---------------------------------- | ------------------------- | ------------------------- | ------------------------- | ------------------------- | ------------------------- | ------------------------- | ------------------------- | ------------------------- | ------------------------- | ------------------------- | ------------------------- | ------------------------- | ------------------------- |
| الدرجة القصوى °م (°ف)              | 32.4 (90.3)               | 31.5 (88.7)               | 32.6 (90.7)               | 33.0 (91.4)               | 31.5 (88.7)               | 30.4 (86.7)               | 29.6 (85.3)               | 33.4 (92.1)               | 36.3 (97.3)               | 38.6 (101.5)              | 37.5 (99.5)               | 34.1 (93.4)               | 38.6 (101.5)              |
| متوسط درجة الحرارة الكبرى °م (°ف)  | 27.0 (80.6)               | 27.0 (80.6)               | 27.0 (80.6)               | 26.5 (79.7)               | 25.2 (77.4)               | 23.7 (74.7)               | 23.5 (74.3)               | 26.1 (79.0)               | 29.8 (85.6)               | 31.3 (88.3)               | 29.8 (85.6)               | 27.3 (81.1)               | 27.0 (80.6)               |
| المتوسط اليومي °م (°ف)             | 21.1 (70.0)               | 21.0 (69.8)               | 20.7 (69.3)               | 20.0 (68.0)               | 17.8 (64.0)               | 15.9 (60.6)               | 15.9 (60.6)               | 18.4 (65.1)               | 22.1 (71.8)               | 24.1 (75.4)               | 23.0 (73.4)               | 21.3 (70.3)               | 20.1 (68.2)               |
| متوسط درجة الحرارة الصغرى °م (°ف)  | 17.3 (63.1)               | 17.4 (63.3)               | 16.5 (61.7)               | 14.4 (57.9)               | 11.4 (52.5)               | 13.1 (55.6)               | 8.7 (47.7)                | 10.9 (51.6)               | 14.5 (58.1)               | 17.1 (62.8)               | 17.6 (63.7)               | 17.5 (63.5)               | 14.7 (58.5)               |
| أدنى درجة حرارة °م (°ف)            | 10.1 (50.2)               | 11.9 (53.4)               | 11.3 (52.3)               | 8.2 (46.8)                | 5.9 (42.6)                | 3.0 (37.4)                | 3.4 (38.1)                | 3.6 (38.5)                | 4.4 (39.9)                | 8.9 (48.0)                | 12.6 (54.7)               | 9.4 (48.9)                | 3.0 (37.4)                |
| الهطول مم (إنش)                    | 234.4 (9.23)              | 179.4 (7.06)              | 100.6 (3.96)              | 27.5 (1.08)               | 4.4 (0.17)                | 0.1 (0.00)                | 0.0 (0.0)                 | 0.1 (0.00)                | 0.7 (0.03)                | 18.1 (0.71)               | 91.2 (3.59)               | 251.2 (9.89)              | 907.8 (35.74)             |
| متوسط أيام هطول الأمطار (≥ 1.0 mm) | 20                        | 16                        | 11                        | 3                         | 0                         | 0                         | 0                         | 0                         | 0                         | 2                         | 10                        | 19                        | 81                        |
| متوسط الرطوبة النسبية (%)          | 81.3                      | 81.3                      | 78.6                      | 72.6                      | 64.8                      | 60.2                      | 56.4                      | 48.1                      | 40.7                      | 44.0                      | 60.9                      | 78.0                      | 63.9                      |
| ساعات سطوع الشمس الشهرية           | 179.8                     | 165.2                     | 220.1                     | 258.0                     | 282.1                     | 279.0                     | 300.7                     | 316.2                     | 297.0                     | 285.2                     | 222.0                     | 173.6                     | 2٬978٫9                   |
| المصدر: NOAA                       |                           |                           |                           |                           |                           |                           |                           |                           |                           |                           |                           |                           |                           |

## معالم المدينة
- نُصب الشجرة العملاقة الوطني
- المدرسة الوطنية للتدريب على إطفاء الحريق

## أعلام
- إيمانويل مبولا
- إيمانويل مايوكا
- كامبامبا تشينتو
- ويلبر سميث
- باول ايمانويل